# Червоне Озеро (Пологівський район)
Червоне́ О́зеро — село в Україні, у Кам'янській селищній громаді Пологівського району Запорізької області. До 2020 року орган місцевого самоврядування — Більмацька селищна рада. Населення становить 191 осіб. 

## Географія
Село Червоне Озеро розташоване біля витоків річки Гайчул, на відстані 2 км від смт Комиш-Зоря. Поруч проходять автошлях територіального значення Т 0819 та залізниця, на якій знаходиться станція Комиш-Зоря (за 3 км).

## Історія
Село засноване до 1932 року.
12 червня 2020 року, відповідно до розпорядження Кабінету Міністрів України № 713-р «Про визначення адміністративних центрів та затвердження територій територіальних громад Запорізької області», увійшло до складу Більмацької селищної громади.
19 липня 2020 року, в результаті адміністративно-територіальної реформи та ліквідації  Більмацького району, село увійшло до складу новоутвореного Пологівського району.
22 червня 2023 року рішенням Національної комісії зі стандартів державної мови віднесено до списку населених пунктів, які «можуть не відповідати лексичним нормам української мови», зокрема стосуватися «російської імперської чи колоніальної політики». Громаді рекомендовано обґрунтувати доцільність збереження поточної назви або запропонувати нову назву в установленому законодавством порядку.